# Prêmio James Flack Norris
O Prêmio James Flack Norris é um prémio, atribuído pela  Northeastern Section of the American Chemical Society para contribuições excepcionais na área de ensino de química. É o primeiro prêmio do gênero nos Estados Unidos, criado em 1950 para honrar a memória de James Flack Norris, professor de química no Massachusetts Institute of Technology.